# Charles Rolls
Charles Stewart Rolls (født 27. august 1877, død 12. juli 1910) var en britisk bil- og flypionér. Sammen med Henry Royce grundlagde han Rolls-Royce-bilfabrikken. Han var den første brite, der omkom ved en flyulykke, da halen på hans Wright Flyer knækkede af under en flyveopvisning nær Bournemouth. Han blev 32 år gammel.

## Barneår og ungdom
Rolls blev født på Berkeley Square, London, som tredje søn af John Rolls, 1. Baron Llangattock. Skønt han var født i London, havde han gennem hele sit liv en tæt familiemæssig tilknytning til sit fædrene hjem på The Hendre ved Monmouth, Wales. Sin forskoleuddannelse fik han i Mortimer Vicarage Preparatory School, Berkshire, hvorpå han kom til Eton College, hvor han fik tilnavnet "Dirty Rolls" på grund af sin store interesse for maskiner.
I 1894 kom han på en forskole i Cambridge, der gjorde ham i stand til at blive optaget på Trinity College, University of Cambridge, hvor han studerede mekanik og anvendt fysik. I 1896 i en alder af 18 år rejste han til Paris for at erhverve sig sin første bil, en Peugeot Phaeton, og han blev meldt ind i den Franske Automobilklub. Hans Peugeot menes at være den første, der havde fast adresse i Cambridge, og Rolls var en af de første tre bilejere i Wales. Som motorentusiast blev Rolls medlem af Self-Propelled Traffic Association, der agiterede mod de restriktioner over for motoriserede køretøjer, der var fastsat i "lokomotivlovene", og han blev en af grundlæggerne af Automobile Club of Great Britain; de to foreninger blev slået sammen i 1897.
Rolls tog i 1898 sin eksamen fra Cambridge, hvor han i øvrigt havde modtaget en pris som cykelrytter (han havde en samling af cykler, både for en person og op til fire personer). Han begyndte nu at arbejde på en dampyacht, Santa Maria, hvorpå han fik en stilling hos London and North Western Railway i Crewe. Hans evner lå imidlertid i højere grad inden for salg og motorpionerarbejde end i praktisk ingeniørarbejde, så i januar 1903 startede han som en af Storbritanniens første bilforhandlere med en startkapital på £6.600, som hans far stillede til rådighed for ham. Firmaet C.S. Rolls & Co. lå i Fulham og importerede og solgte franske Peugeot- og belgiske Minerva-køretøjer. 

## Partnerskab med Royce
Rolls kom til at kende Henry Royce gennem en ven i Automobil-klubben, Henry Edmunds, som var direktør i Royce Ltd. Edmunds viste ham Royces bil og satte det historiske møde mellem Rolls og Royce i stand på Midland Hotel i Manchester 4. maj 1904. Trods sin forkærlighed for tre- og firecylindrede biler var Rolls imponeret af den tocylindrede Royce 10, og de indgik en aftale 23. december samme år, at Rolls ville aftage så mange biler fra Royce, som dennes fabrik kunne fremstille. Der var tale om to-, tre-, fire- og sekscylindrede biler, der kom til at gå under navnet Rolls-Royce.
Den første Rolls-Royce-bil, Rolls-Royce hp 10, blev præsenteret i Paris i december 1904, hvor det ganske vist i de første reklamer for bilen var Rolls, der blev fremhævet på bekostning af Royce. I 1906 formaliserede Rolls og Royce deres samarbejde ved at etablere Rolls-Royce Limited, hvor Rolls var teknisk direktør og fik en årlig løn på £750 samt 4 % af det overskud, der kom ud over £10.000. Rolls sørgede for den økonomiske basis og den forretningsmæssige skarphed, mens Royce havde den tekniske ekspertise. I 1907 opkøbte Rolls-Royce Limited Rolls' gamle firma, C.S. Rolls & Co.
Rolls gjorde et stort arbejde for at fremhæve Rolls-Royce-bilernes lave støjniveau samt deres smidighed. Mod slutningen af 1906 tog han til USA for at slå på tromme for de nye biler. Fabrikken modtog priser for kvaliteten og pålideligheden af bilerne i 1907. Men i 1909 var Rolls' interesse i firmaet ved at dale, og mod årets slutning trak han sig som teknisk direktør og blev i stedet bestyrelsesmedlem.

## Flypioner
Charles Rolls var også flypioner og inden det ballon-entusiast, der foretog over 170 ballonflyvninger. Han var med til at grundlægge Royal Aero Club i 1903 og var den anden person i Storbritannien, der fik flyvecertifikat af klubben. I 1903 vandt han Gordon Bennett-guldmedaljen for at have været længst tid på vingerne. 
I 1907 steg Rolls' interesse for flyvning, og han forsøgte uden held at overtale Royce til at designe en flymotor. I 1909 købte han en af seks Wright Flyers, der var bygget af Short Brothers i licens fra brødrene Wright, og heri foretog han over 200 flyvninger. Den 2. juni 1910 blev han den første, der i fly foretog en dobbelt krydsning af den Engelske Kanal uden stop. Turen tog 95 minutter, og derved var han hurtigere end Louis Blériot. For denne dåd, der i øvrigt også inkluderede den første østgående krydsning af den Engelske Kanal, blev Rolls tildelt guldmedaljen af Royal Aero Club. Der findes en statue til minde herom i Monmouth og en anden i Dover.

## Død
Charles Rolls blev dræbt 12. juli 1910 ved en flyulykke på Hengistbury Airfield ved Bournemouth. Ulykken skete under en flyveopvisning, hvor halen på hans Wright Flyer knækkede af. Han blev dermed den første brite, der omkom ved en ulykke i luften med et motordrevet fly samt den elvte på verdensplan. Statuen i Monmouth viser ham med en model af et fly i hånden og står på Agincourt Square. Der findes også et mindesmærke for ham St. Peters Skole, der er opført på det område, hvor Hengistbury Airfield lå. 
Rolls er begravet i kirken i Llangattock-Vibon-Avel, Monmouthshire, hvor flere af Rolls-slægtens medlemmer ligger begravet i forskellige gravrum. Hans gravsted bærer inskriptionen: "Blessed are the pure in heart for they shall see God". 

## Billeder
- Det ødelagte fly efter den ulykke, der kostede Charles Rolls livet 12. juli 1910. Foto fra forsiden af Illustrated London News, 16. juli 1910
- Statuen af Rolls på Agincourt Square, Monmouth
- Statue af Rolls i Dover
- Fra Rolls-slægtens gravsted med Charles Rolls grav til højre